# FlixBus
FlixBus est une marque de l'entreprise Flix GmbH, entreprise allemande spécialisée dans la gestion de flottes d'autocars longue distance dans plusieurs pays européens, en Inde, au Canada et aux États-Unis, basée à Munich. Créée en 2013 après la dérégulation du marché allemand, la startup Tech a transporté plus de 100 millions de passagers fin 2018. Flixbus ne possède aucun véhicule, mais travaille en partenariat avec des transporteurs autocaristes privés régionaux.
En 2018, l’entreprise assure plus de 350 000 liaisons quotidiennes via 2 000 destinations dans 29 pays. Les actionnaires principaux de la société sont les fondateurs, le constructeur Daimler ainsi que les fonds d’investissement américains General Atlantic et Silver Lake. En mars 2018, FlixMobility lance Flixtrain en Allemagne.

## Modèle économique

Destinations Flixbus

Le modèle économique de FlixBus est basé sur un partenariat avec des entreprises autocaristes. En effet la société ne possède aucun bus et n'emploie donc aucun chauffeur. Dans le cadre de la coopération avec des entreprises moyennes, l'équipe s’occupe de la planification du réseau, du service client, de la gestion de la qualité, de la vente et du marketing ainsi que de la billetterie. Les partenaires régionaux sont responsables des régulations quotidiennes de gestion des itinéraires.

## Historique
Créée en 2013 après la dérégulation du marché allemand, la startup a transporté environ 25 millions de passagers entre cette date et 2015.
Début 2015, Flixbus rachète MeinFernBus. En 2015, FlixBus démarre ses activités en Belgique, principalement axées sur les liaisons internationales et les dessertes aéroportuaires.
En mai 2015, dans la perspective de la libéralisation du marché (ouverture du marché à la concurrence) des cars longue-distance prévue par la Loi pour la croissance, l'activité et l'égalité des chances économiques (dite « Loi Macron »), FlixBus a lancé la société filiale « FlixBus France » à Paris. Après la promulgation de la loi Macron le 7 août 2015, FlixBus France lança sa première ligne nationale entre Paris et Clermont-Ferrand. Depuis cette loi, les bus FlixBus et Ouibus sont régulièrement appelés « cars Macron » par les médias,.
Au 1er juillet 2016, les activités européennes « continentales » de Megabus sont rachetées par FlixBus. Cela couvre notamment les secteurs de Allemagne, Belgique, Espagne, France, Italie, Pays-Bas ainsi que sur les liaisons internationales vers et depuis le Royaume-Uni.
Après ce rapprochement, Flixbus gère 100 000 liaisons journalières dans 19 pays.
En août 2016, Flixbus intègre les activités de Postbus. Ceci lui permet de bénéficier des 5 000 points de vente de Deutsche Post. Ceci conduit le groupe à desservir 900 destinations dans 20 pays d'Europe. Il prévoit ainsi de transporter 30 millions de passagers sur l'année en cours contre 20 millions l'année précédente.
En avril 2018, FlixBus lance plusieurs lignes nationales en Belgique, dont, entre autres, Bruges-Anvers, Louvain-Gand et Liège-Verviers. Auxquelles s’ajoutent également davantage de connexions internationales vers la France, la Suisse, l'Allemagne et les Pays-Bas.
Après l'autorisation du cabotage en Suisse, Flixbus exploite des lignes à l'intérieur du pays dès 2018 grâce à un partenariat avec l'entreprise locale Eurobus.
En mai 2019, Flixbus rachète les activités d'Eurolines en France, aux Pays-Bas, en Belgique, en République Tchèque et en Espagne, et d'Isilines en France. Ces deux dernières compagnies ont transporté 2,5 millions de passagers en 2018, quand FlixBus en a transporté 45 millions.
En août 2019, FlixBus a racheté la compagnie de bus turque Kâmil Koç à la société de capital-investissement Actera Group.
En octobre 2021, FlixBus rachète Greyhound pour 172 millions de dollars (près de 148 millions d’euros) à First Group, qui compte alors en Amérique du Nord 2 400 destinations avec près de seize millions de passagers par an.
Le 1er décembre 2021, FlixBus a lancé son service au Brésil en partenariat avec Expresso Adamantina, une compagnie de bus brésilienne.
En avril 2022, FlixBus a lancé ses opérations canadiennes avec trois itinéraires en Ontario. En mai, l'entreprise a poursuivi son expansion, cette fois en Colombie-Britannique, avec des liaisons entre Vancouver et Bellingham, puis Everett et Seattle, dans l'État de Washington.
Le 24 septembre 2024, l'entreprise allemande annonce l'ouverture d'une ligne entre Kiev (Ukraine) et Bruxelles.

## Galerie photos

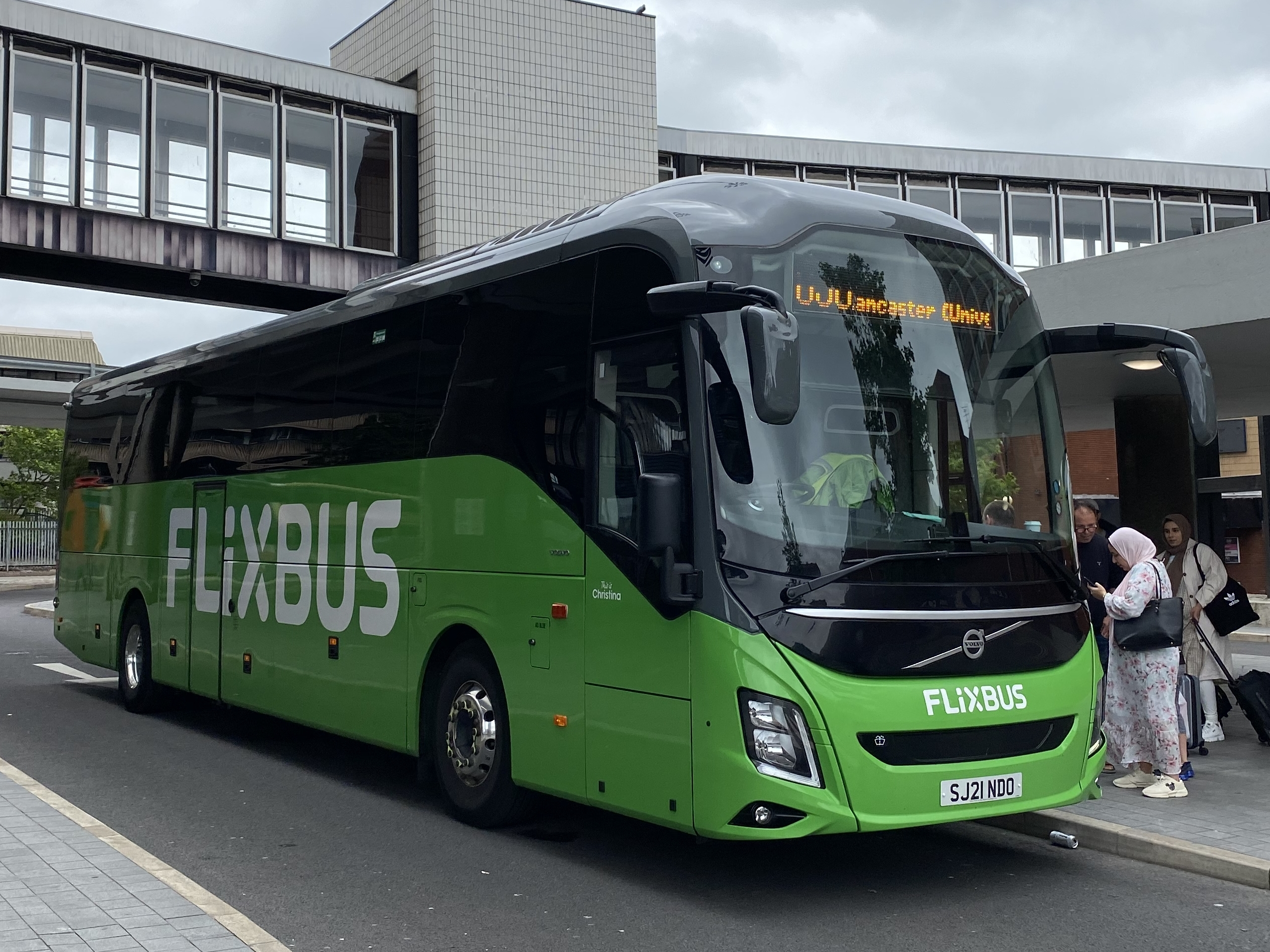
Volvo 9700 à Preston, au Royaume-Uni.
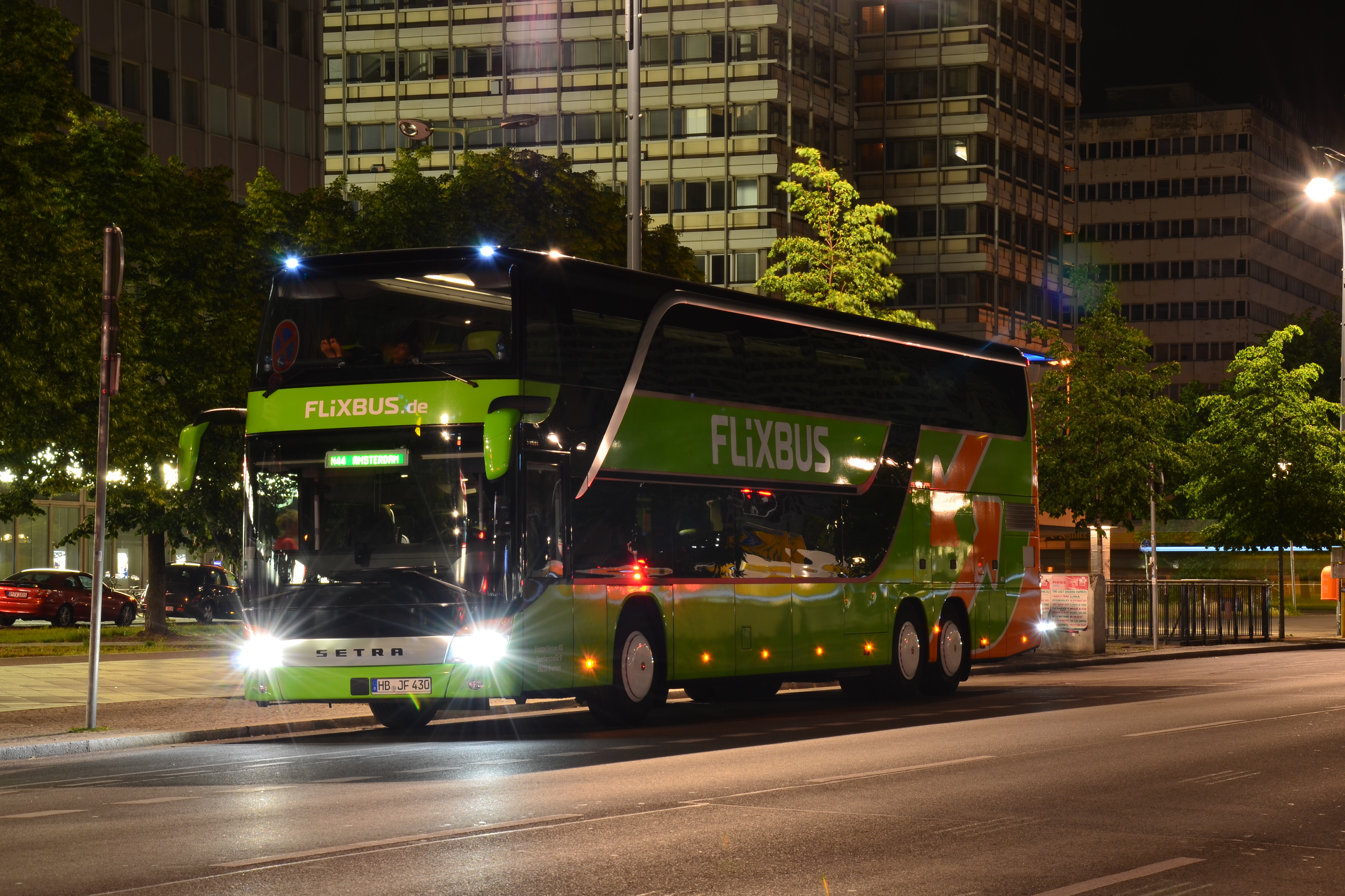
Setra S 431 DT à Berlin Alexanderplatz, en Allemagne.
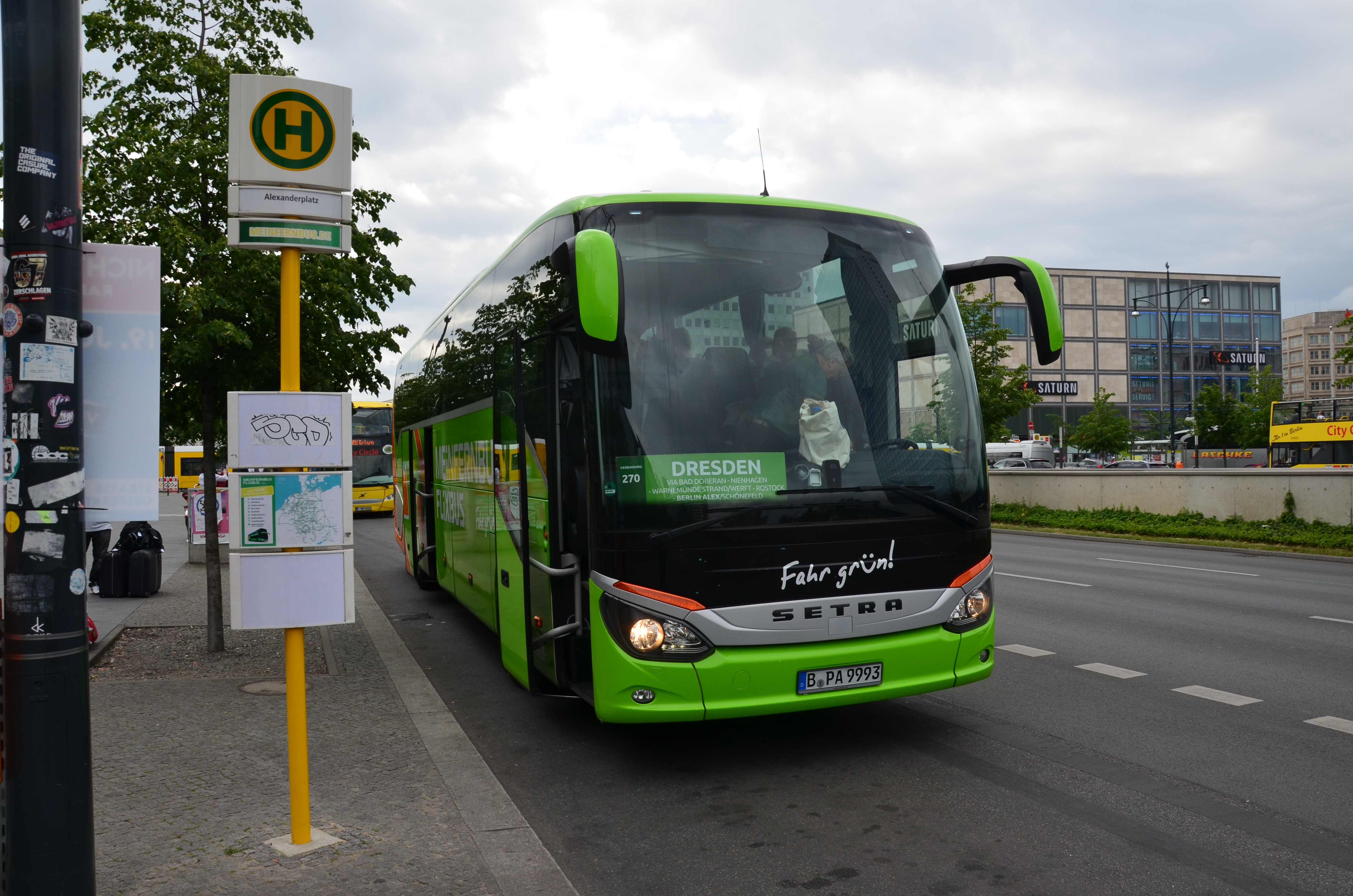
Setra S 516 HD à Berlin Alexanderplatz, en Allemagne.
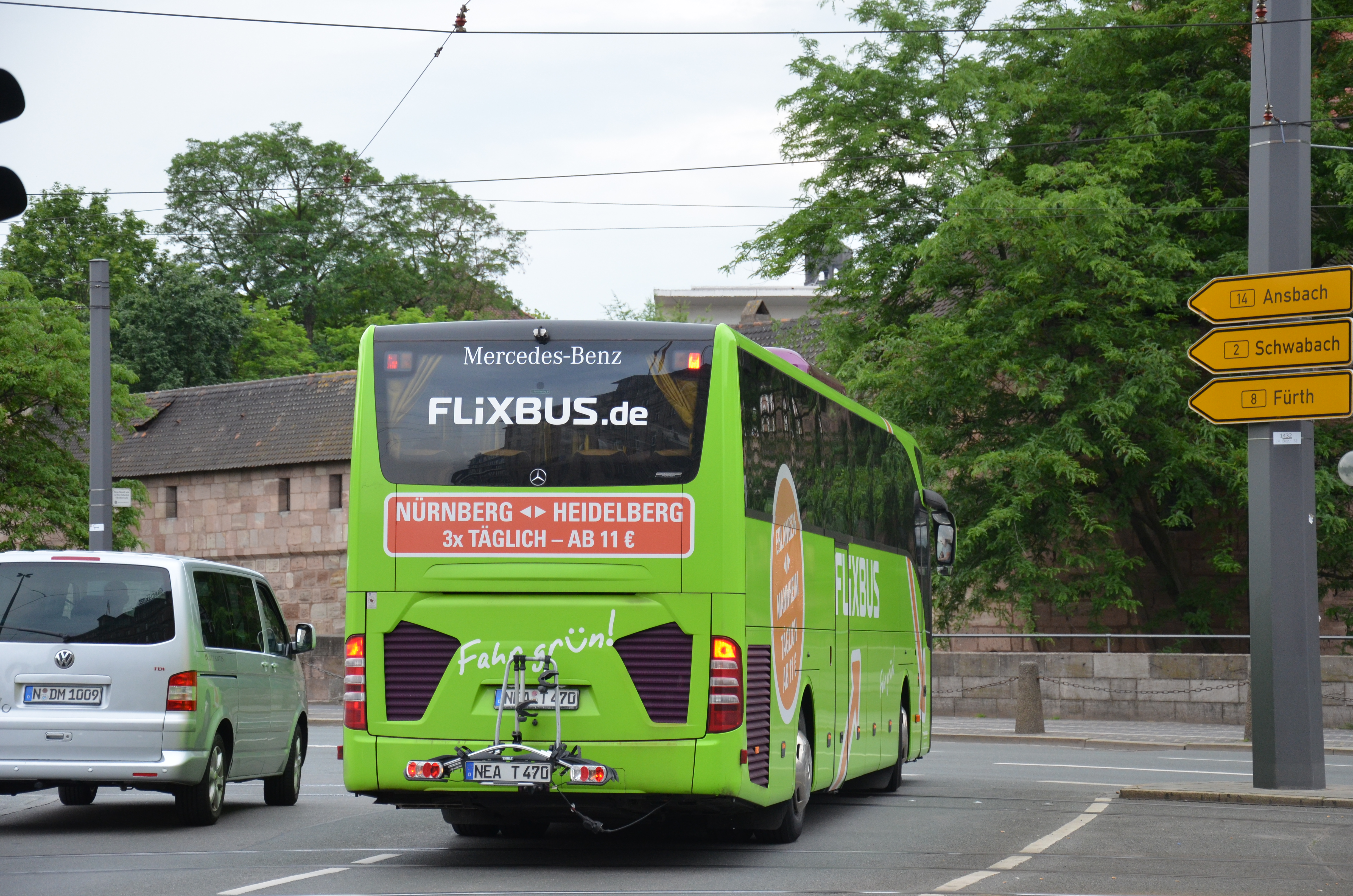
Arrière d'un Mercedes-Benz Tourismo à Nuremberg, en Allemagne.
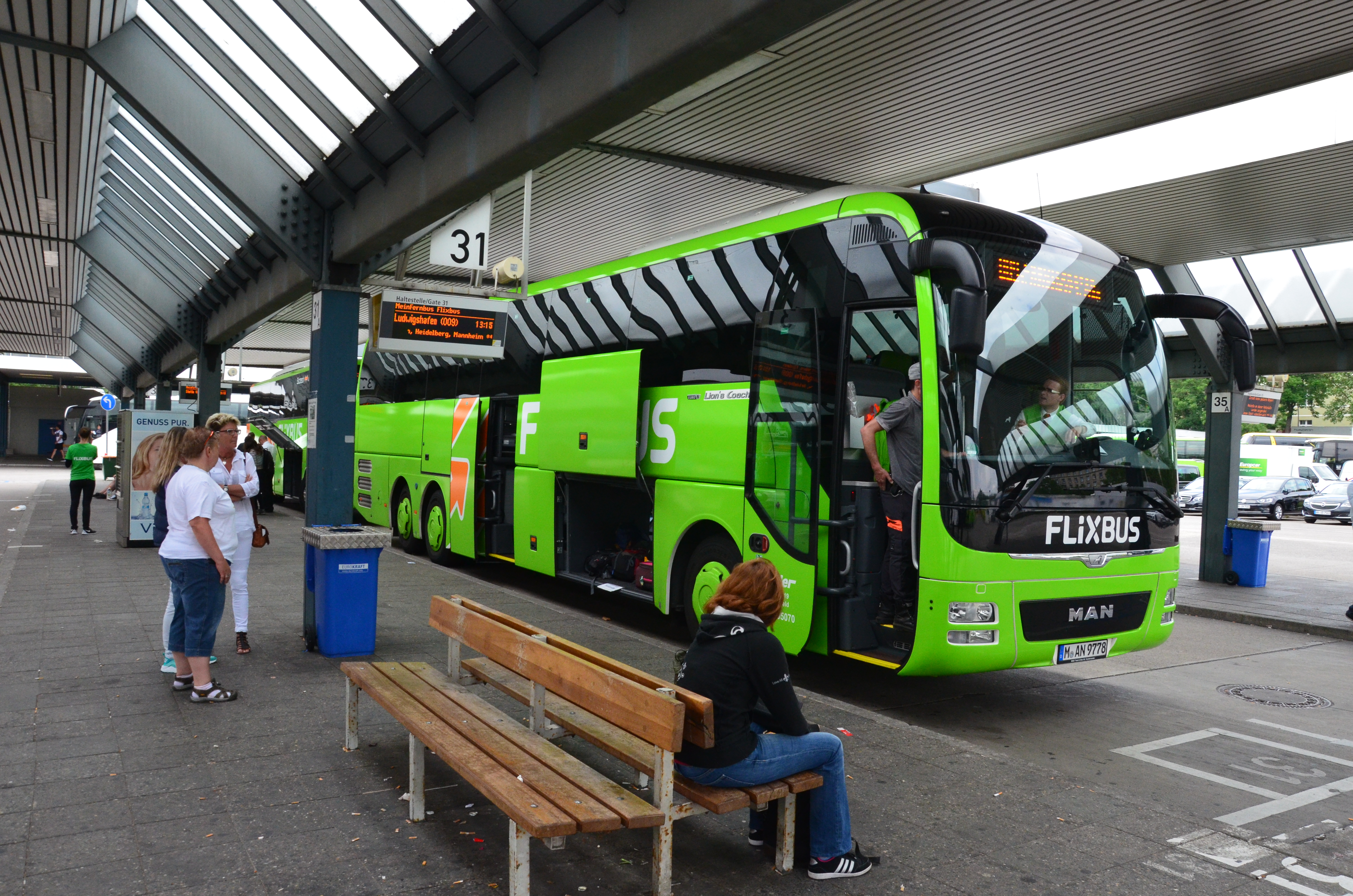
MAN Lion's Coach à la gare routière de Berlin ZOB, en Allemagne.
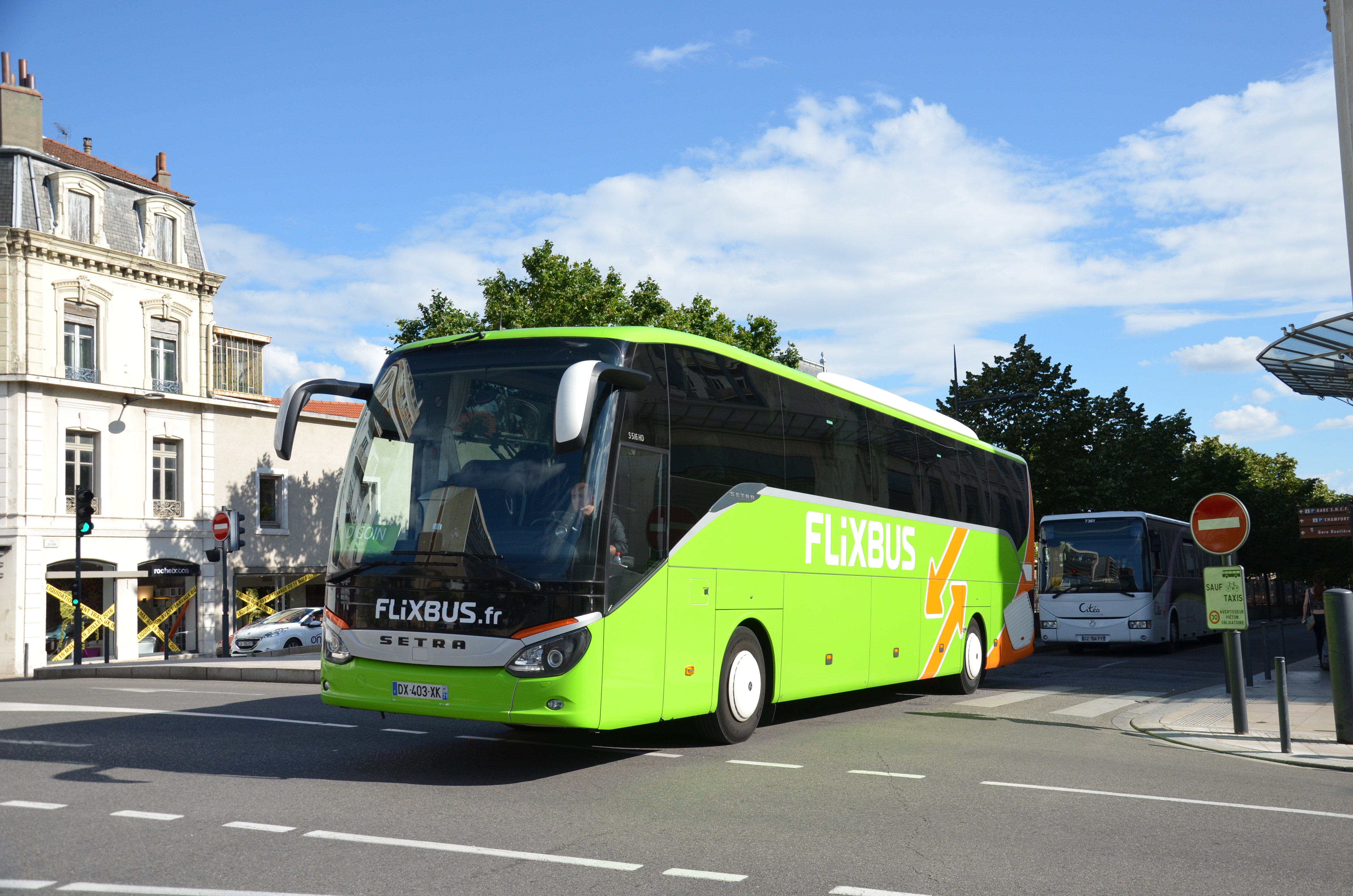
Setra S 516 HD à Valence, en France.
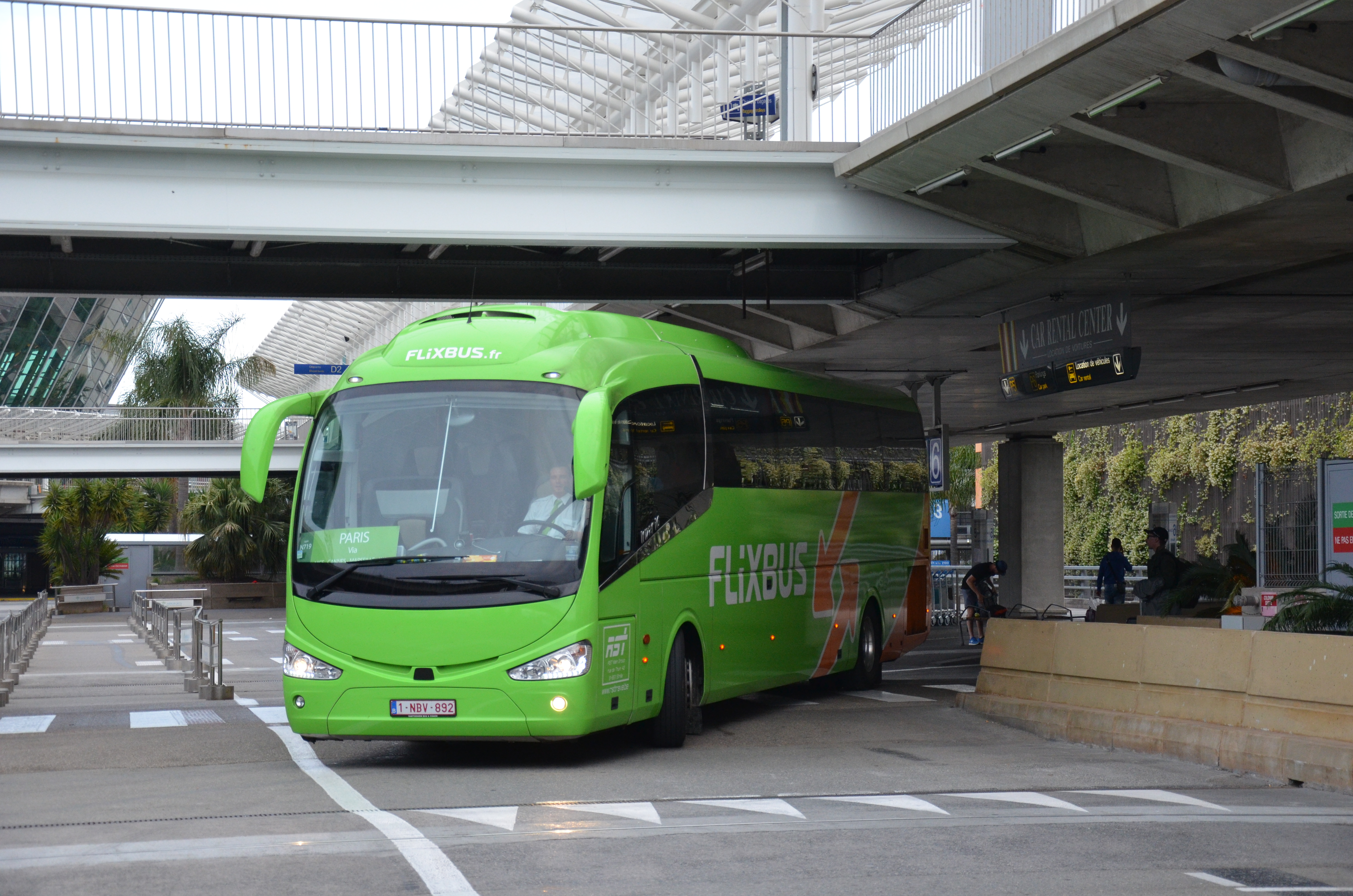
Irizar i6 à l'aéroport de Nice Côte d'Azur, en France.
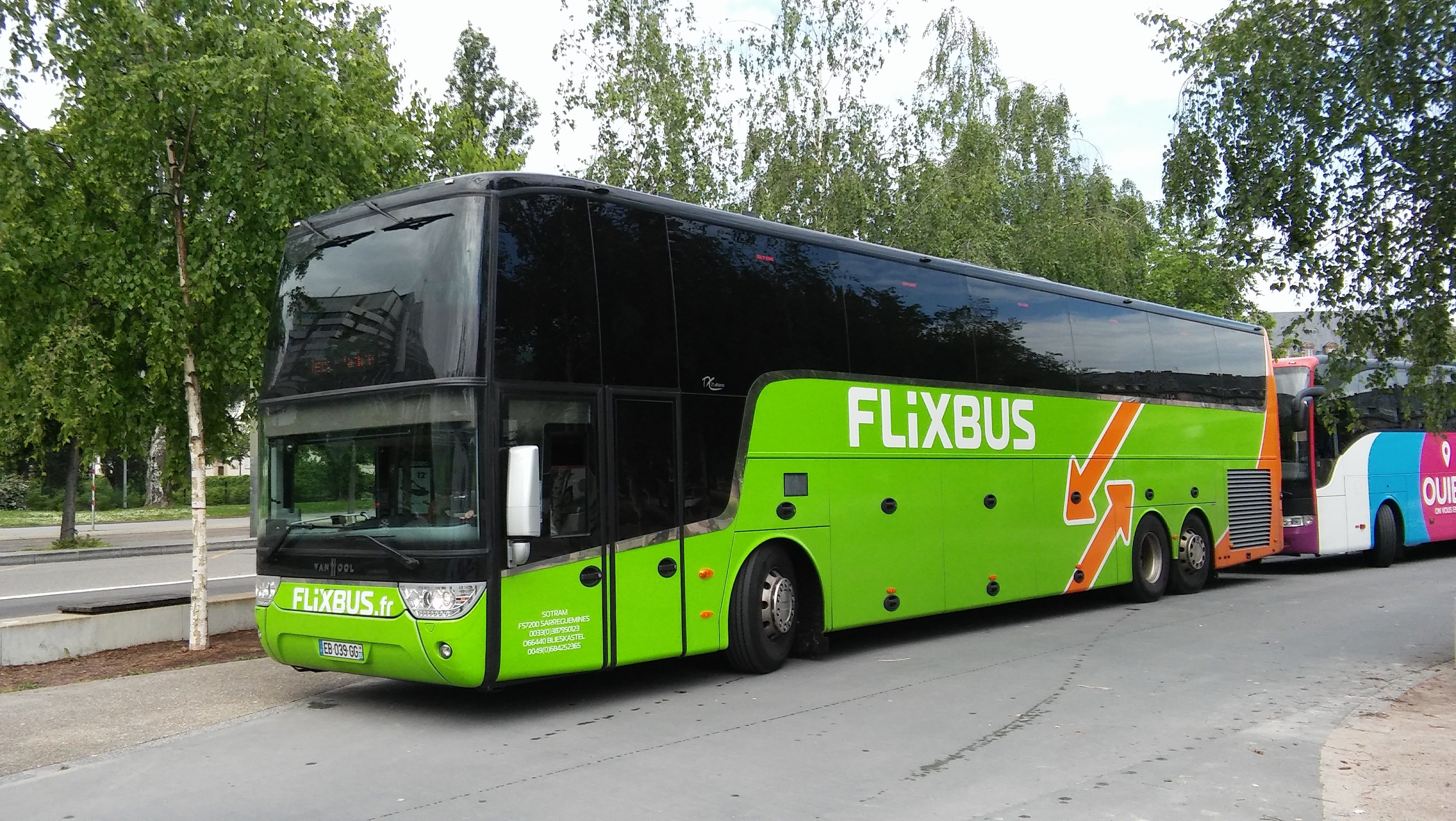
Autocar Van Hool TDX21 Altano à Strasbourg, en France.